# Campionati europei di ciclismo su strada 2021 - Cronometro maschile Elite
La cronometro maschile Elite dei Campionati europei di ciclismo su strada 2021, sesta edizione della prova, si è disputata il 9 settembre 2021 su un percorso di 22,4 km con partenza ed arrivo a Trento, in Italia. La medaglia d'oro fu appannaggio dello svizzero Stefan Küng, il quale completò il percorso con il tempo di 24'29", alla media di 54,894 km/h; l'argento andò invece all'italiano Filippo Ganna e il bronzo al belga Remco Evenepoel.
Sul traguardo di Trento 39 ciclisti, su 39 partenti, hanno portato a termine la competizione.

## Ordine d'arrivo (Top 10)
| Pos. | Corridore        | Squadra    | Tempo   |
| ---- | ---------------- | ---------- | ------- |
| 1    | Stefan Küng      | Svizzera   | 24'29"  |
| 2    | Filippo Ganna    | Italia     | a 8"    |
| 3    | Remco Evenepoel  | Belgio     | a 15"   |
| 4    | Stefan Bissegger | Svizzera   | a 23"   |
| 5    | Max Walscheid    | Germania   | a 38"   |
| 6    | Edoardo Affini   | Italia     | a 39"   |
| 7    | Kasper Asgreen   | Danimarca  | a 52"   |
| 8    | Maciej Bodnar    | Polonia    | a 1'04" |
| 9    | Rémi Cavagna     | Francia    | a 1'06" |
| 10   | João Almeida     | Portogallo | a 1'17" |